# アテナイのクラテス

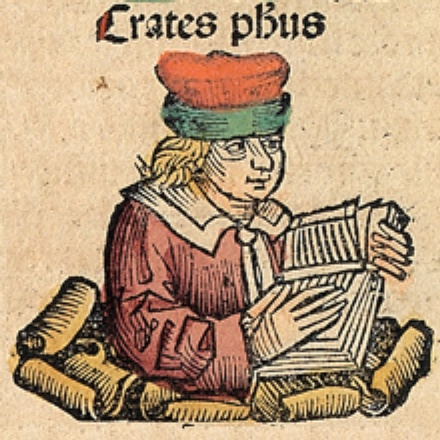
アテナイのクラテス（『ニュルンベルク年代記』）

アテナイのクラテス（古希: Κράτης ὁ Ἀθηναῖος, 英: Crates of Athens, 紀元前268年から紀元前265年の間に没）は、古代ギリシアの哲学者。アンティゲネスの子、ポレモンの弟子にして友人（愛人）で、ポレモンの死後（おそらく紀元前270年頃）、その跡を継いでアカデメイアの学頭となった。
ポレモンとの親密な友情は古代には有名で、ディオゲネス・ラエルティオスはアンタゴラスのエピグラムを引用して、二人は死んだ後も同じ墓に入ったと書いている。弟子の中には、その後、アカデメイアの学頭を継いだアルケシラオスや、キュレネ派のテオドロス、ボリュステネスのビオンがいた。クレテスの著作は紛失している。ディオゲネス・ラエルティオスは、クラテスの著作の中には哲学に関するもの、喜劇に関するもの、弁論に関するものがあったと記しているが、弁論に関するものはおそらくトラレスのクレテスのものだと思われる。